# Jarosław Kulesza
Jarosław Kulesza (ur. 1 marca 1940 w Wilnie, Litwa) – polski bokser, mistrz Polski.
Wystąpił w wadze piórkowej (do 57 kg) na mistrzostwach Europy w 1961 w Belgradzie, gdzie przegrał pierwsza walkę w ćwierćfinale z Aleksiejem Zasuchinem ze Związku Radzieckiego.
Zdobył mistrzostwo  Polski w wadze koguciej (do 54 kg) w 1960, wicemistrzostwo w wadze piórkowej w 1961 oraz brązowe medale w wadze koguciej w 1959 i w wadze piórkowej w 1964. Był również mistrzem Polski juniorów w wadze muszej (do 51 kg) w 1958.
W 1960 wystąpił w reprezentacji Polski w meczu ze Anglią, przegrywając walkę w wadze koguciej. Raz zwyciężył w reprezentacji Polski juniorów w 1957.
Zwyciężył w wadze piórkowej na Spartakiadzie Gwardyjskiej w 1964 w Bukareszcie, a w 1961 zajął w tej kategorii 3. miejsce. Zwyciężył w Turnieju Przedolimpijskim Polskiego Związku Bokserskiego i Trybuny Ludu w 1958 w wadze muszej.